# Wilhelm Klein (Politiker, 1902)
Wilhelm Georg Karl Klein (* 20. Februar 1902 in Darmstadt; † 25. Dezember 1983 in Darmstadt) war ein hessischer Politiker (NSDAP) und Abgeordneter des Landtags des Volksstaates Hessen in der Weimarer Republik.

## Familie und Leben
Wilhelm Klein war der Sohn des Kraftwagenführers Heinrich Klein und dessen Frau Elise geborene Neuber. Wilhelm Klein, der evangelischer Konfession war, war mit Elfriede geborene Mylius verheiratet.
Wilhelm Klein studierte Rechtswissenschaften und war 1923 Referendar und 1928 Assessor. Ab 1931 arbeitete er als Rechtsanwalt in Darmstadt.

## Politik
Wilhelm Klein trat zum 1. März 1931 der NSDAP bei (Mitgliedsnummer 475.585). Er gehörte von 1932 bis 1933 (6. Wahlperiode) als Nachfolger von Karl Lenz für die NSDAP dem Landtag an.